# Bitcoin

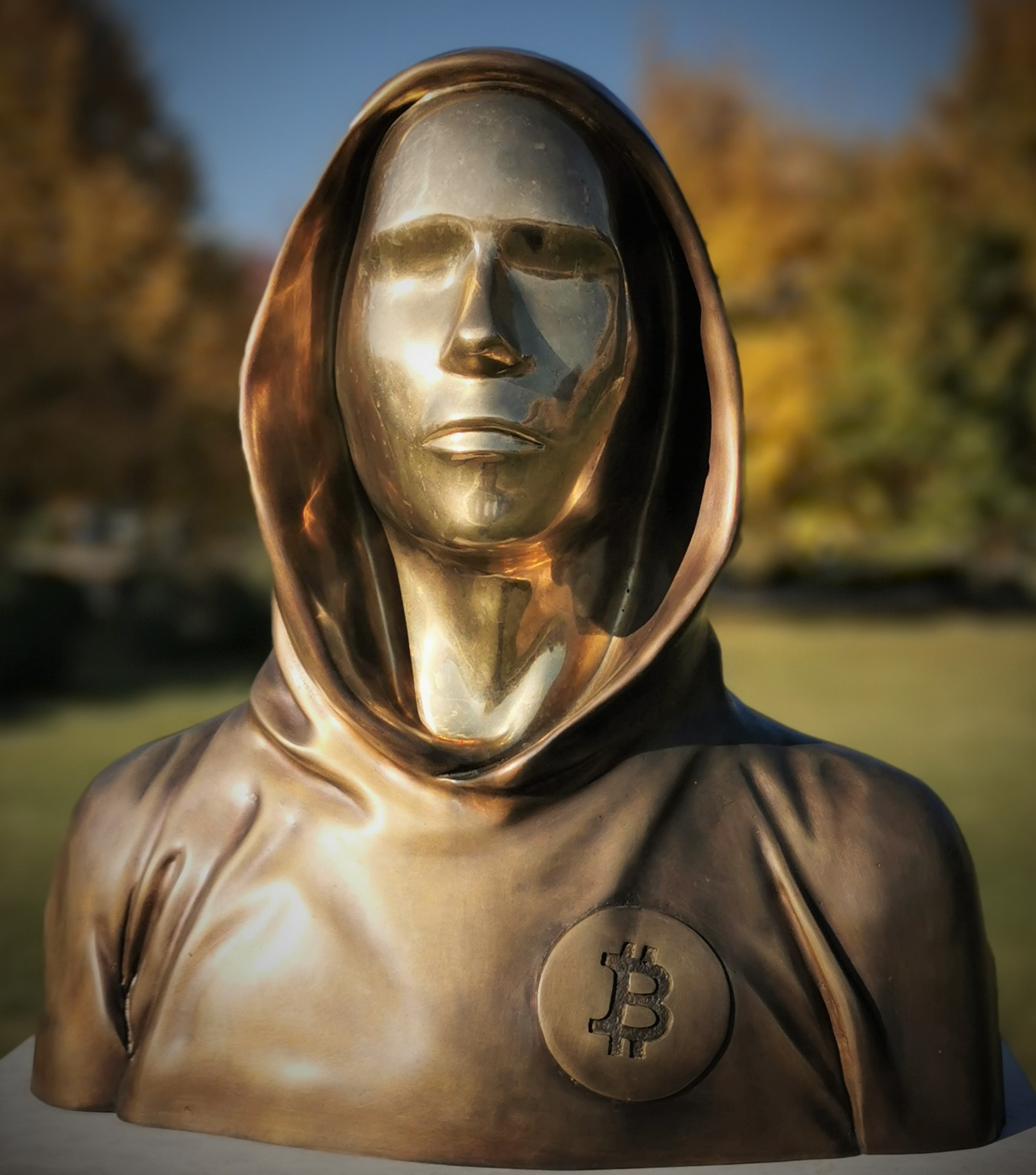
Satoshi Nakamoto

Bitcoin (av "bit" och engelska "coin" = mynt) är en implementation av kryptovaluta, en digital valuta, skapad 2009 av Satoshi Nakamoto (troligtvis en pseudonym), vars huvudsyfte är att möjliggöra betalningar över Internet direkt mellan användare utan någon inblandning från tredje part. Till skillnad från många andra valutor förlitar sig inte bitcoin på någon central utfärdare i form av exempelvis en centralbank, vilket skyddar mot politisk påverkan och monopolliknande betalsystem. För att upprätthålla säkerhet och sekretess förlitar sig bitcoin på kryptografi och använder sig av en distribuerad databas utspridd över de noder som utgör P2P-nätverket för att journalföra transaktioner. Detta syftar även till att exempelvis säkerställa att valutan endast kan spenderas av dess ägare samt oåterkalleligen försvinner från nämnda ägares digitala "plånbok" och kan därmed bara spenderas en gång.
Bitcoin är inte bara den största och mest kända kryptovalutan, bitcoin har också blivit något av en rörelse som förenar människor över hela världen i en kritik av hur dagens finansiella system fungerar. Denna kritik är riktad mot både centralbanker och privata banker. Förespråkarna menar att den tekniska lösning som bitcoin erbjuder för globala betalningar skulle kunna utgöra grunden för en större omvandling av den globala finansiella infrastrukturen.
Bitcoins design tillåter mer eller mindre anonymt ägande och överförande av värden genom P2P-nätverket. En användares bitcoinnycklar kan sparas i en plånboksfil tillsammans med ett godtyckligt antal bitcoinadresser. Plånboksfilen kan sparas på användarens dator eller hos en tredje part som erbjuder en sådan tjänst. I båda fallen kan bitcoin skickas över Internet till vem som helst med en bitcoinadress. Bitcoins P2P-topologi och avsaknad av central administration gör det omöjligt för exempelvis myndigheter att artificiellt manipulera värdet av bitcoin eller framkalla inflation genom att producera fler av dem.

## Teknisk bakgrund
Tekniken bakom bitcoin beskrevs först i Satoshi Nakamotos vitbok från 2009. Den bygger på två andra förslag till alternativa elektroniska valutor: Wei Dais förslag b-money och Nick Szabos förslag Bitgold.
Bitcoin är en P2P-valuta, dvs ett P2P-nätverk håller reda på alla transaktioner i en distribuerad databas. Det finns ingen central server som håller reda på dem eller avgör vilka som är giltiga. Varje deltagare (nod) i P2P-nätverket lagrar transaktionerna, och kan gå in i eller lämna P2P-nätverket utan att skapa problem.
Tidigare förslag till P2P-valutor led av dubbelspenderingsproblemet (eng: double spending problem), dvs att samma pengar kunde överföras till två olika ställen, och att nätverket då måste ha en metod för att avgöra vilken transaktion som var giltig. Satoshi Nakamoto löste problemet med hjälp av en så kallad blockkedja (eng: block chain). Varje transaktion lagras i ett block med data, och alla block hänger ihop i en följd (kedja). Om det skulle skapas två "konkurrerande" block (två block med samma föregångare i kedjan), accepterar noderna det block som majoriteten av deras grannar har accepterat, och bygger nästa block i kedjan på detta. Om det sker en förgrening av kedjan, fattar nätverket alltså ett beslut om vilken gren som är giltig (och därmed vilken transaktion som är giltig). Beslutet sprids snabbt genom P2P-nätverket, vilket gör det praktiskt omöjligt att ändra. För att göra det svårare för en angripare att tillverka block som stöder deras egen gren av blockkedjan, används en distribuerad tidserver och tidskrävande beräkningar för att skapa ett block, så kallat bevis-på-arbete (eng: proof-of-work).
Transaktionerna använder asymmetrisk kryptering (mer specifikt ECDSA) och är publika. Historiken över alla transaktioner måste lagras i databasen och för att minska kravet på lagringsutrymme används ett Merkle-träd.

### Plånboksfilen
Alla som deltar i bitcoinnätverket har en plånboksfil (wallet.dat) som innehåller, utöver antalet bitcoin knutna till den plånboken, ett godtyckligt antal kryptografiska nyckelpar. De publika nycklarna utgör bitcoinadresserna och agerar som sändare eller mottagare för alla transaktioner. Deras motsvarande privata nycklar auktoriserar betalningar från endast den användaren. Adresserna innehåller ingen information om dess ägare och är generellt sett anonyma. Adresserna är i läsbar form strängar av slumpnummer och -bokstäver med en längd på omkring 33 tecken av formen 1rYK1YzEGa59pI314159KUF2Za4jAYYTd. Bitcoinanvändare kan ha flera adresser och generera nya obehindrat, då genererandet av nya adresser kräver förhållandevis lite beräkningar och inte kräver någon kontakt med resten av nätverket.
Plånboksfilen lagras direkt på användarens hårddisk. Skulle användaren råka radera filen försvinner de bitcoin och adresser som associerades med just den plånboken för gott. Därför uppmanas bitcoinanvändare att säkerhetskopiera plånboksfilen regelbundet. Det finns två olika typer av bitcoinplånböcker för att förvara privata nycklar, fullständiga klienter (Full Node) och lättviktsklienter (SVP-klient). En lättviktsklient verifierar inte transaktioner utan förlitar sig på en fullständig klient som den ansluter sig till. Bitcoin Core är den ursprungliga klienten som används i bitcoinnätverket för att lagra en fullständig kopia av alla transaktioner.

### Transaktioner
Bitcoin innehåller sin nuvarande ägares publika nyckel (bitcoinadress). När användare A överför en summa till användare B ger A upp sitt ägande genom att lägga till B:s publika nyckel (bitcoinadress) och signera de bitcoin som ska överföras med sin egen privata nyckel. A sänder sedan dessa bitcoin i ett meddelande, transaktionen, till P2P-nätverket. Resten av noderna i nätverket validerar sedan de kryptografiska signaturerna och summan av transaktionen innan de accepterar den.

### Blockkedjan

Huvudkedjan (svart) består av en verifierad kedja av block från genesisblocket (grönt) till det nuvarande blocket. Ogiltiga sidokedjor (lila) har inte verifierats av en majoritet av noderna.

Data lagras permanent i bitcoinnätverket i s.k. block. Dessa block formar en kedja och ett block innehåller de senast utförda transaktionerna samt det föregående blockets hash. En transaktion går inte igenom förrän blocket den tillhör har blivit tillagt i kedjan.
De noder i nätverket som är beredda att bistå med beräkningskraft samlar alla obekräftade transaktioner de känner till i kandidatblock. Sedan försöker de skapa en kryptografisk hash för kandidat-blocket med vissa egenskaper, något som kräver en förutsägbar mängd trial and error. När en nod slutligen lyckas med det annonserar den det till resten av nätverket. De noder som tar emot det nya blocket validerar det sedan innan de lägger till det i block-kedjan. Blocket sägs nu vara löst.
Så småningom innehåller blockkedjan den kryptografiska ägandehistoriken över alla bitcoin, från deras skapare till deras nuvarande ägare. Om en användare försöker använda en bitcoin som användaren redan spenderat kommer nätverket således att neka transaktionen.

### Bryta bitcoin
När en nod som valt att bidra med beräkningskraft till nätverket lyckats lösa ett block och detta kandidatblock har lagts till i blockkedjan, erhåller noden en belöning. Det här är den mekanism som gör att nya bitcoin tillkommer i bitcoinnätverket, och mekanismen kallas "brytning" (jfr Guldbrytning). Användare kan bidra med beräkningskraft genom att antingen aktivera brytningsfunktionen i den officiella mjukvaran eller genom att använda mjukvara från tredje part.  Under de första åren av Bitcoin så utfördes beräkningarna ofta på användarens CPU eller GPU för ökad effektivitet. Numera så används främst ASIC-brytare som är avsevärt mer effektiva för brytning av bitcoin än både grafikkort såväl som processorer. Sannolikheten att en nod ska lyckas lösa ett block är direkt relaterad till den beräkningskraft noden bidrar med till nätverket relativt den sammanlagda beräkningskraften hos alla noder i nätverket. Blockbelöningen var ursprungligen 50 bitcoin per block och den halveras efter varje 210 000 block, vilket motsvarar ungefär vart 4:e år. I februari 2018 var blockbelöningen 12,5 bitcoin per nytt block, och den kommer över tiden att minska ner till noll. På så vis kommer ett maximalt antal på ca 21 miljoner bitcoin skapas. Det beräknas att 80 % av alla bitcoin var skapade 2018. Hösten 2021 närmar sig antalet skapade bitcoin 19 miljoner enligt graf i bitcoin.com.

För att upprätthålla en brytningstakt på ett nytt block i genomsnitt var tionde minut, justerar nätverket automatiskt svårighetsgraden ungefär varannan vecka (efter var 2 016 block) för att ligga i linje med nätverkets totala beräkningskraft.
Eftersom mer än en nod tävlar om att lösa ett specifikt block och svårighetsgraden ständigt ökar har det blivit populärt med kollektiv brytning i så kallade "pooler". På så vis kan även användare som inte förfogar över så mycket beräkningskraft få en jämnare och mer förutsägbar inströmning av belöningar.

#### Transaktionsavgifter
Användare som vill göra en transaktion kan frivilligt välja att betala en transaktionsavgift. Transaktionsavgiften tillfaller den nod som lyckas lösa just det block som innehåller transaktionen. Detta gör att det blir mer attraktivt för noderna att försöka lösa block som innehåller transaktioner med avgift. Transaktioner där transaktionsavgift har betalats kommer följaktligen att prioriteras av noderna och processas därför oftast snabbare än övriga transaktioner.
När det inte längre går att prägla nya bitcoin genom brytning förväntas möjligheten att lösa block för transaktionsavgifternas skull vara anledning nog för användare att bidra med beräkningskraft till nätverket. På så vis kan systemet ändå hållas igång.

## Ekonomiska aspekter
Bitcoinekonomin är fortfarande väldigt liten relativt andra etablerade ekonomier och mjukvaran är fortfarande i betastadiet. Men bitcoin accepteras som betalning för både internettjänster och materiella varor på rätt många ställen. Bland annat Machine Intelligence Research Institute, (före detta "Singularity Institute") accepterar donationer i bitcoin. Även den svenska VPN-tjänsten Mullvad tillhandahåller betalning med bitcoin. Utöver detta så blev El Salvador under september 2021 det första landet med bitcoin som en officiell valuta. Handlare kan växla traditionell valuta (så som amerikansk dollar, rysk rubel och japansk yen) till bitcoin genom växlings-sidor. Tillsammans utgör USA och Japan över 60 procent av den globala bitcoinmarknaden och framför allt Japan har visat prov på snabb tillväxt. Ett antal tjänster erbjuder möjligheten att observera alla transaktioner som utförs inom nätverket i realtid.

### Monetära skillnader

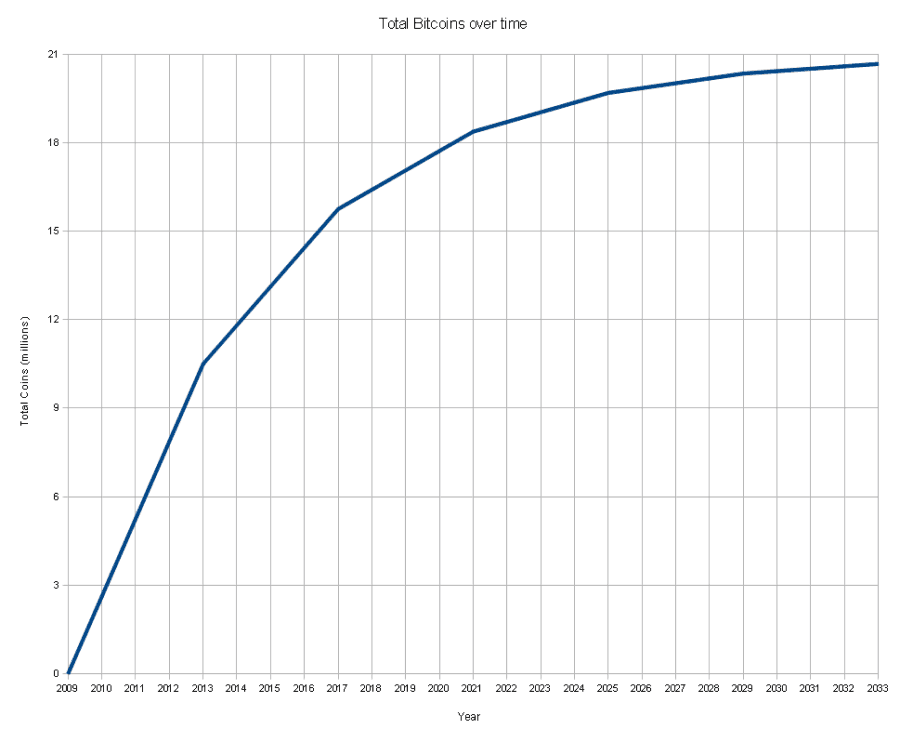
Totala penningmängden bitcoin över tid

Bitcoin skiljer sig från traditionell fiatvaluta i det avseendet att mängden skapade pengaenheter (M0) inte kontrolleras genom att en centralbank ger ut mer av, eller destruerar, kontanter. Det finns heller ingen centralbank som kontrollerar penningmängden genom att justera styrräntan. Det finns en begränsad, kontrollerad ökning av pengamängden hårdkodad i bitcoinmjukvaran som är känd och förutsägbar av alla parter i förväg. Inflationen kan därför inte styras centralt.
Transaktioner genomförs direkt mellan användare över nätverket utan att något finansiellt institut är inblandat. Den här typen av transaktioner innebär dock att det är omöjligt att reversera en transaktion. Bitcoinklienten sänder transaktionen till noderna i dess omgivning som i sin tur propagerar den till resten av nätverket. Korrupta eller ogiltiga transaktioner nekas av ärliga klienter. Transaktioner är oftast gratis men en transaktionsavgift kan betalas för att noderna i nätverket ska prioritera just den transaktionen.
Den totala mängden bitcoin ökar kontinuerligt men kommer aldrig att överstiga 21 miljoner i antal. Penningmängden växer enligt en geometrisk summa vart fjärde år; år 2013 kommer halva penningmängden ha blivit genererad och år 2017 kommer 3/4 ha blivit genererad o.s.v. Allteftersom det totala antalet närmar sig 21 miljoner kommer värdet av bitcoin successivt att uppleva prisdeflation (en ökning i reellt värde) på grund av att inga nya bitcoin längre skapas. Bitcoin är dock delbara ner till åtta decimaler (vilket ger 2,1 × 1015 enheter), vilket undgår de praktiska begränsningarna som deflation innebär. Istället för att förlita sig på incitamentet att tjäna pengar genom brytning förväntas noder under den här perioden förlita sig på sin förmåga att kompetitivt ta ut transaktionsavgifter för att genomföra transaktioner.

### Utfall
Möjliga scenarion där bitcoin misslyckas inkluderar valutadevalvering, en minskad användarbas, eller lagliga regleringar eller förbud av handel eller innehav. Det är inte säkert att det är möjligt att förbjuda kryptovalutor som Bitcoin. Bitcoins decentraliserade natur och dess fokus på anonymitet har föreslagits vara en reaktion på USA:s aktioner mot företag som erbjuder digitala valutor, så som e-gold och Liberty Dollar. I en undersökande artikel i The Irish Times rapporterade Danny O'Brien "När jag visar folk den här bitcoinekonomin, frågar de: 'Är det här lagligt?' De frågar: 'Är det bedrägeri?' Jag föreställer mig att det finns advokater och ekonomer som kämpar med att besvara båda frågorna. Jag misstänker att du även kommer att kunna lägga till lagstiftare till den listan inom kort."
I februari 2011 uppmärksammades bitcoin av Slashdot och den efterföljande Slashdot-effekten rapporteras ha påverkat värdet av bitcoin samt tillgängligheten av vissa bitcoinrelaterade sidor.
Kina har förbjudit introduktion av nya kryptovalutor (eng. ICO, Initial Coin Offerings), uppmanat lokala börser att sluta handla med kryptovalutor, försöker minska den energikrävande brytningen av bitcoin, och tänker blockera online-tjänster för att växla kryptovalutor.
I januari 2018 diskuterade Sydkoreas regering ett förbud eller reglering av bitcoin, vilket följdes av ett kraftigt prisfall på valutan.

## Hur man köper bitcoin
Det finns olika sätt att erhålla bitcoin. Ett sätt är att generera bitcoin genom att bidra med beräkningskraft. Ett annat sätt är att sälja saker eller tjänster och ta betalt i bitcoin. De flesta väljer dock att köpa sina bitcoin för vanliga elektroniska pengar. Det sker genom att skapa konto på en handelsplats för bitcoin. De flesta handelsplatser kräver någon form av verifiering av identitet innan man kan göra insättningar i kronor eller euro. Vissa handelsplatser erbjuder handel där handelsplatsen är motpart mot kunden och tjänar pengar genom en spread, exempelvis Coinbase.
Andra handelsplatser erbjuder en handelsplattform där kunderna gör affärer med varandra och betalar en avgift, kallad courtage, till handelsplatsen. Det innebär att det ska finnas en orderbok med alla nuvarande och föregående order. När kunden köper bitcoin brukar avgiften variera beroende på om likviditeten minskar eller ökar i orderboken. Det är vanligt att en handelsplattform tar betalt en högre avgift om kunden accepterar en nuvarande order eftersom det minskar antalet order. Det finns också handelsplatser som inte erbjuder möjlighet att sätta in vanliga pengar. Istället kan man bara sätta in och ta ut olika kryptovalutor, för att köpa och sälja dessa på handelsplatsen, exempelvis Binance. Då används ofta kryptovalutorna bitcoin eller ethereum som basvaluta.
Då det finns mängder av bedragare som utger sig för att låta kunderna investera i bitcoin (de går ofta under namn som The Bitcoin Code eller Bitcoin Revolution), men i själva verket säljer pyramidspelsliknande upplägg bör man se till att läsa på ordentligt innan man köper kryptovalutor.

## Bitcoin Foundation
Bitcoin Foundation är en amerikansk lobbyorganisation med huvudkontor i Seattle, Washington. Organisationen grundades i september 2012 med uppgiften att "standardisera, skydda och främja kryptovalutan bitcoin till fördel för användare världen över."
Lobbyorganisationen och dess ledning har kritiserats för misslyckanden, dubiös etik och korruption.

## Lightning Network
Lightning Network är ett nytt protokoll som bygger på Bitcoin. Protokollet möjliggör transaktioner mellan två parter omedelbart helt utan avgifter, till skillnad från vanliga transaktioner som måste bekräftas av nätverket kollektivt. Transaktionerna görs helt utanför blockkedjan men de tillämpas på blockkedjan vid en senare tidpunkt. Exempelvis: Alice och Bob vill utföra transaktioner med varandra. De öppnar då en "kanal" emellan varandra. De öppnar kanalen genom att specificera ett belopp som ska bytas emellan dem. De båda bidrar med tio bitcoin var, och de noterar sedan att Alice äger 10 bitcoin och Bob äger 10 bitcoin. Alice bestämmer sig sedan för att köpa en vara från Bob och betalar då 1 bitcoin. De noterar då gemensamt att Alice äger 9 och Bob äger 11 av bitcoins. Eftersom Alice och Bob tillsammans håller ordning på saldot behöver inte blockkedjan belastas i onödan.
Styrkan med Lightningnätverket är inte kanaler mellan två parter, styrkan finns däremot när flera kanaler kopplas ihop. Säg att Alice vill betala Charlie, men hon har inte en kanal med honom. Däremot har hon en kanal med Bob som i sin tur har en kanal med Charlie. Alice kan då betala Bob som sedan betalar Charlie. Bob gör gärna detta eftersom han tar ut en mycket låg transaktionsavgift för att vidarebefordra transaktionen. På så sätt kan man koppla samman tusentals personer med ett ganska lågt antal kanaler.
De bitcoins som är investerade i kanaler går inte att betala med, men de två parterna kan när som helst begära att få sin del utbetalad.
Att öppna kanaler på Lightning Nätverket tar tid. Eftersom en riktig transaktion utförs och förvaras på blockkedjan kostar det även i form av transaktionsavgift. När kanalen däremot är öppnad görs transaktioner omedelbart.

### Svagheter
Lightning Network har många fördelar men det finns även en del nackdelar. Den största nackdelen är att noder alltid måste vara uppkopplade för att kunna ta emot transaktioner. Det går heller inte att utföra transaktioner direkt eftersom man måste öppna kanaler innan man kan utföra transaktioner. Transaktioner kan heller aldrig vara större än en enskild kanal. Det innebär att mindre tekniska användare har det betydligt svårare att börja använda nätverket. Att öppna kanaler är även en risk eftersom de privata nycklarna måste förvaras "varma" på en server, vilket gör dem lättare att komma åt för hackare. De kan alltså inte förvaras i t.ex. en pappersplånbok.